# Carl Gottfried Sperling
Carl Gottfried Sperling (* 1802; † 1864) war ein deutscher Politiker und Verwaltungsjurist.

## Leben
Sperling war der Sohn eines Gutsbesitzers bei Rastenburg.  Er studierte Rechtswissenschaften an der Universität Königsberg. 1847 war Sperling als Bürgermeister von Königsberg Mitglied des Ersten Vereinigten Landtages aus der Provinz Preußen. Von 1853 bis 1864 war Sperling Oberbürgermeister von Königsberg. Als Oberbürgermeister war er Mitglied des Preußischen Herrenhauses. 1865 wurde Adolf Ernst von Ernsthausen sein kommissarischer Nachfolger in Königsberg.